# (6780) Borodin
(6780) Borodin es un asteroide que forma parte del cinturón de asteroides y fue descubierto el 2 de marzo de 1990 por Eric Walter Elst desde el Observatorio de La Silla, Chile.

## Designación y nombre
Borodin recibió al principio la designación de 1990 ES3.
Más tarde, en 1996, se nombró en honor del compositor y químico Aleksandr Borodín (1833-1887).

## Características orbitales
Borodin está situado a una distancia media de 2,249 ua del Sol, pudiendo alejarse hasta 2,647 ua y acercarse hasta 1,852 ua. Su inclinación orbital es 4,949 grados y la excentricidad 0,1766. Emplea 1232 días en completar una órbita alrededor del Sol. El movimiento de Borodin sobre el fondo estelar es de 0,2922 grados por día.

## Características físicas
La magnitud absoluta de Borodin es 13,9.